# Chambrecy
Chambrecy ist eine französische Gemeinde mit 147 Einwohnern (Stand: 1. Januar 2022) im Département Marne in der Region Grand Est (vor 2016 Champagne-Ardenne). Sie gehört zum Arrondissement Reims und zum Kanton Dormans-Paysages de Champagne.

## Geographie
Chambrecy liegt etwa 20 Kilometer westsüdwestlich von Reims.
Nachbargemeinden von Chambrecy sind Sarcy im Norden, Bligny im Nordosten, Chaumuzy im Osten und Südosten, Champlat-et-Boujacourt im Süden sowie Ville-en-Tardenois im Westen und Nordwesten.

## Bevölkerungsentwicklung
| Jahr                       | 1962 | 1968 | 1975 | 1982 | 1990 | 1999 | 2006 | 2018 |
| Einwohner                  | 87   | 85   | 82   | 87   | 75   | 74   | 131  | 147  |
| Quellen: Cassini und INSEE |      |      |      |      |      |      |      |      |

## Sehenswürdigkeiten
- Kirche Saint-Julien, Monument historique seit 1919
- britischer Soldatenfriedhof
- italienischer Soldatenfriedhof an der Straße nach Bligny

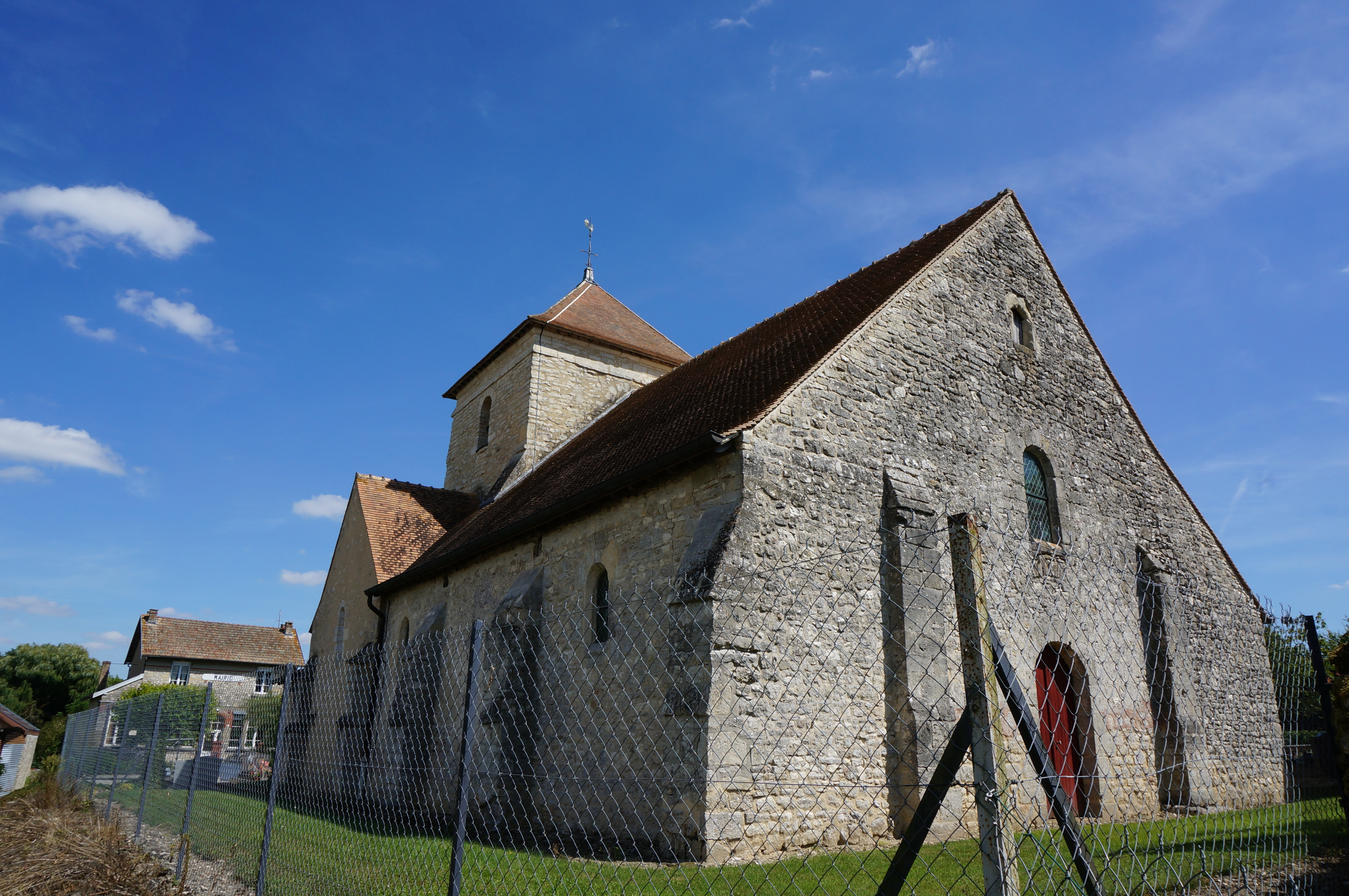
Kirche Saint-Julien